# 安坦
安坦（法語：Hunting，法語發音：[œ̃tɛ̃]；洛林法兰克语：Hënténgen、Hënténg）是法国摩泽尔省的一个市镇，属于蒂永维尔区。

## 地理
安坦（49°24'52"N, 6°19'37"E）面积3.78 平方千米，位于法国大東部大區摩泽尔省，该省份为法国东北部内陆省份，是洛林的一部分，西南接默尔特-摩泽尔省，东临下莱茵省，北与卢森堡和德国接壤。
与安坦接壤的市镇（或旧市镇、城区）包括：凯尔兰莱锡尔克、马兰、雷泰勒。
安坦的时区为UTC+01:00、UTC+02:00（夏令时）。

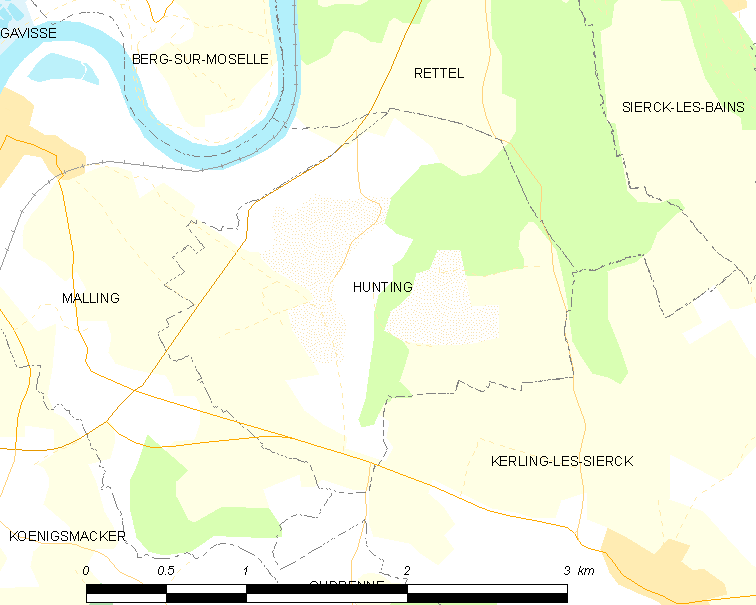
安坦的OSM定位图

## 行政
安坦的邮政编码为57480，INSEE市镇编码为57341。

## 政治
安坦所属的省级选区为布宗维尔县。

## 人口

1962-2008年间安坦人口变化图示

安坦于2022年1月1日时的人口数量为689人。